# Mount Sanford
Mount Sanford är en sköldvulkan i Wrangell Volcanic Field i östra Alaska nära Copper River (kopparfloden). Det är den tredje högsta vulkanen i USA efter Mount Bona och Mount Blackburn. Den södra sidan av vulkanen vid toppen av Sanford Glacier som reser sig 2400 meter på bara 1600 meter vilket gör den till ett av de brantaste lutningarna i Nordamerika.

## Historia
Berget blev 1885 namngivet av Lt. Henry T. Allen i amerikanska armen efter Sanfordsläkten (Allen var en avkomling till Reuben Sanford).
Mount Sanford blev bestiget första gången den 21 juli 1938 av bergsbestigarna Terris Moore och Bradford Washburn via den nuvarande standard North Ramp route upp till Sheep Glacier. Denna rutten "erbjuder lite tekniska problem" och "är en glaciär som går hela vägen upp till toppen" men är fortfarande ett svårbestiget berg (Alaska Grade 2) som beror på bergets höjd och bergets topp. 
Den 12 mars 1948, Northwest Airlines Flight 4422 havererade in i Mount Sanford. Alla 24 passagerarna och besättningsmedlemmar dog. Vraket täcktes snabbt av snö och upptäcktes inte före 1999.
Den första solobestigningen av Mount Sanford gjordes den 19 september 1968 av den japanska bergsbestigaren Naomi Uemura vilken senare dog just efter den första solobestigningen av Denali (då officiellt Mount McKinley).